# RadlRing München
Der RadlRing München ist ein Grüner Radring rund um München. Er ist etwa 150 Kilometer lang und durchquert die Umlandgemeinden Münchens im Abstand von 10–25 km zum Marienplatz, verläuft also stets außerhalb der Stadtgrenze. Der Radweg ist zwar beschildert, aber nicht (mehr) komplett und nicht unmissverständlich (manchmal hängt an einer ganz anderen Wegweisung nur eine RadlRing-Plakette), so dass man derzeit mancherorts improvisieren oder nach Karte oder Navi fahren muss. Mehrere Streckenvarianten von insgesamt rund 170 km sind eingeschlossen. Der Radrundweg wurde anlässlich der Bundesgartenschau München 2005 von dem Planungsverband Äußerer Wirtschaftsraum München projektiert. Der „RadlRing München“ ist nicht zu verwechseln mit dem „Äußeren Radlring“ von knapp 50 km Länge innerhalb des Münchner Stadtgebiets.

## Route
Der RadlRing weist keine allzu großen Steigungen auf, verläuft weitgehend abseits größerer Straßen und ist deswegen leicht befahrbar. Er führt mehrfach an Stationen der Münchner S-Bahn vorbei und kann so auch leicht in Etappen befahren werden.
Etwa drei Viertel der Route sind asphaltiert, das restliche Viertel führt über Kieswege und Wege mit wassergebundener Decke.
Im Nordwesten folgt er zwischen Fürstenfeldbruck und Dachau der Amper. Im Norden von München zwischen Dachau und Garching verläuft er in der flachen Schotterebene. Dort finden sich am Weg interessante Heideflächen und Moose. Im Osten gibt es einen Abstecher zum ehemaligen BUGA-Gelände, dem heutigen Riemer Park. Im Südosten fährt man ein Stück entlang der Isar. Im Süden und Westen führt der Radweg durch die gering gewellte Altmoränenlandschaft mit ihren großen Forsten.

## Themenrouten

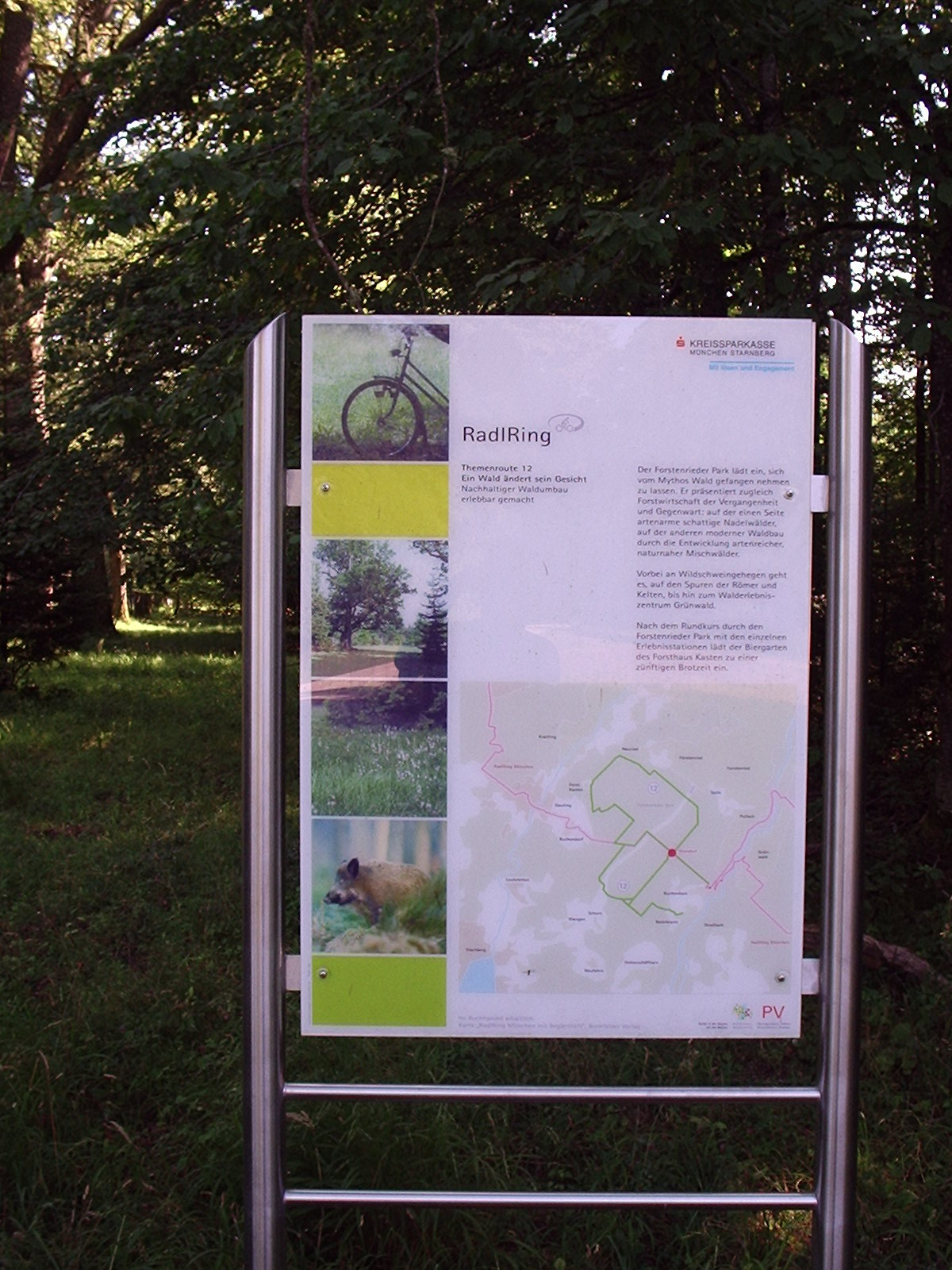
Themenroute des RadlRings im Forstenrieder Park

Angebunden an den RadlRing gibt es 20 Themenrouten. Sie führen ausgehend vom RadlRing in die Umgebung, die sie anhand eines bestimmten Themas erschließen, z. B. "Römerspuren entdecken" in der Nähe von Fürstenfeldbruck, "Heiden, Moose und Kanäle" im Norden Münchens oder "Rodungsinseln" in den Wäldern südöstlich von München.

## Fernradwege
Der RadlRing ist an mehrere Fernradwege angeschlossen, die ihn kreuzen oder streckenweise auf der gleichen Route verlaufen. Im Einzelnen sind das die folgenden Fernradwege:
- Ammer-Amper-Radweg
- Ammersee-Radweg
- D-Route 11 (Ostsee-Oberbayern)
- Isar-Radweg
- Mangfall-Radweg
- Panoramaweg Isar-Inn
- Sempt-Isen-Radweg
- Via Bavarica Tyrolensis
- Via Julia
- Wasserweg